# Hryhorij Misiutin
Hryhorij Anatolijovytj Misiutin (ukrainska: Григо́рій Анато́лійович Місю́тін, ryska: Григо́рий Анато́льевич Мисю́тин, Grigorij Anatoljevitj Misiutin), född 29 december 1970 i Aleksandrija, Aleksandrijskij (rajon), Kirovograd (oblast), Ukrainska SSR i Sovjetunionen (nuvarande Oleksandrija, Oleksandrijskyj, Kirovohrad i Ukraina), är en ukrainsk gymnast.
Han tog OS-guld i lagmångkampen, OS-silver i den individuella mångkampen, OS-silver i räck, OS-silver i hopp och OS-silver i fristående i samband med de olympiska gymnastiktävlingarna 1992 i Barcelona för det förenade laget.
Han tog även ett OS-brons i lagmångkampen i samband med de olympiska gymnastiktävlingarna 1996 i Atlanta för Ukraina.
Även i VM har han tagit medaljer. 1991 blev det guld i lagmångkamp, individuell mångkamp och ringar för Sovjetunionen;  1992 guld i barr och brons i ringar för det förenade laget; 1993 guld i fristående för Ukraina; 1995 guld i hopp och brons i fristående; 1996 brons i fristående.